# Matchens målskytt
Matchens målskytt (engelska: Touchdown Mickey) är en amerikansk animerad kortfilm med Musse Pigg från 1932.

## Handling
En match amerikansk fotboll ska spelas. Musse Pigg är lagledare för sitt lag, och Långben är radiopratare.

## Om filmen
Filmen är den 47:e Musse Pigg-kortfilmen som producerades och den elfte som lanserades år 1933.

## Rollista
- Walt Disney – Musse Pigg
- Pinto Colvig – Långben, Pluto, lagkamratskatter[5]